# Vollmershain
Vollmershain é um município da Alemanha localizado no distrito de Altenburger Land, estado da Turíngia.  Pertence ao Verwaltungsgemeinschaft de Oberes Sprottental.

## Demografia
Evolução da população (em 31 de dezembro):
| - 1994 - 326 - 1995 - 336 - 1996 - 335 - 1997 - 351 | - 1998 - 360 - 1999 - 373 - 2000 - 366 - 2001 - 364 | - 2002 - 353 - 2003 - 342 - 2004 - 329 |

Fonte: Thüringer Landesamt für Statistik